# Granges-sur-Baume
Pour les articles homonymes, voir Granges et Baume.
Granges-sur-Baume est une ancienne commune française située dans le département du Jura en région Franche-Comté, devenue, le 1er janvier 2016, une commune déléguée de la commune nouvelle de Hauteroche.

## Politique et administration
| Période | Période          | Identité       | Étiquette | Qualité                                                                                        |
| ------- | ---------------- | -------------- | --------- | ---------------------------------------------------------------------------------------------- |
| 1965    | 2008             | René Millet    | UDF - UMP | Conseiller général du canton de Voiteur (1982-2008) Vice-président du conseil général du Jura. |
| 2008    | 31 décembre 2015 | Christian Noir | UMP - LR  |                                                                                                |

## Démographie
L'évolution du nombre d'habitants est connue à travers les recensements de la population effectués dans la commune depuis 1793. À partir du 1er janvier 2009, les populations légales des communes sont publiées annuellement dans le cadre d'un recensement qui repose désormais sur une collecte d'information annuelle, concernant successivement tous les territoires communaux au cours d'une période de cinq ans. 
Pour les communes de moins de 10 000 habitants, une enquête de recensement portant sur toute la population est réalisée tous les cinq ans, les populations légales des années intermédiaires étant quant à elles estimées par interpolation ou extrapolation. Pour la commune, le premier recensement exhaustif entrant dans le cadre du nouveau dispositif a été réalisé en 2008,.
En 2013, la commune comptait 126 habitants, en évolution de −5,97 % par rapport à 2008 (Jura : −0,23 %, France hors Mayotte : +2,49 %).
| 1793 | 1800 | 1806 | 1821 | 1831 | 1836 | 1841 | 1846 | 1851 |
| ---- | ---- | ---- | ---- | ---- | ---- | ---- | ---- | ---- |
| 323  | 334  | 330  | 290  | 286  | 275  | 277  | 306  | 320  |

| 1856 | 1861 | 1866 | 1872 | 1876 | 1881 | 1886 | 1891 | 1896 |
| ---- | ---- | ---- | ---- | ---- | ---- | ---- | ---- | ---- |
| 315  | 298  | 302  | 280  | 293  | 294  | 250  | 236  | 229  |

| 1901 | 1906 | 1911 | 1921 | 1926 | 1931 | 1936 | 1946 | 1954 |
| ---- | ---- | ---- | ---- | ---- | ---- | ---- | ---- | ---- |
| 195  | 196  | 227  | 210  | 209  | 200  | 192  | 204  | 217  |

| 1962 | 1968 | 1975 | 1982 | 1990 | 1999 | 2008 | 2013 | - |
| ---- | ---- | ---- | ---- | ---- | ---- | ---- | ---- | - |
| 199  | 159  | 139  | 144  | 134  | 130  | 134  | 126  | - |

## Lieux et monuments

### Abris en pierre sèche
Comme sur une vingtaine de communes du premier plateau jurassien, on trouve à Granges-sur-Baume des guérites aménagées dans les murgers, murailles en pierre sèche délimitant des parcelles généralement éloignées du village, cultivées au XIXe siècle puis retournées à la friche ou à la forêt au XXe siècle. Leurs derniers utilisateurs furent des bergers villageois faisant paître des moutons dans les friches. Quelque 80 abris ont été recensés sur la commune en 1999. Ils sont de petite taille, allant de 0,5 m2 à 6 m2 et tournent le dos au vent dominant soufflant du sud-ouest. Leur voûte est obtenue au moyen de deux encorbellements symétriquement opposés l'un à l'autre. Contre les parois latérales sont disposées des banquettes de pierre. Deux dates gravées dans la pierre ont été trouvées : 1820 et 1860.

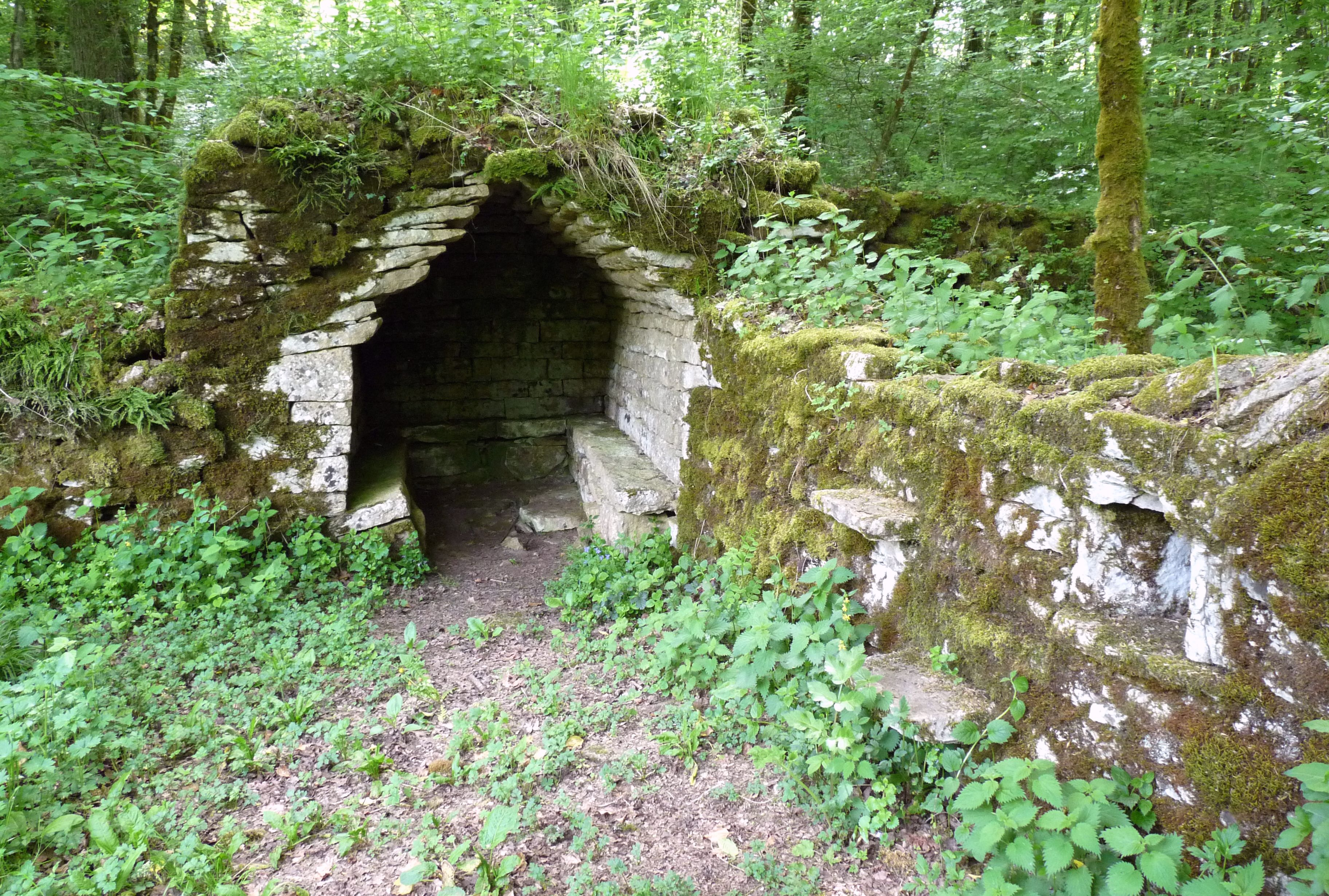
Abri comportant deux banquettes opposées.
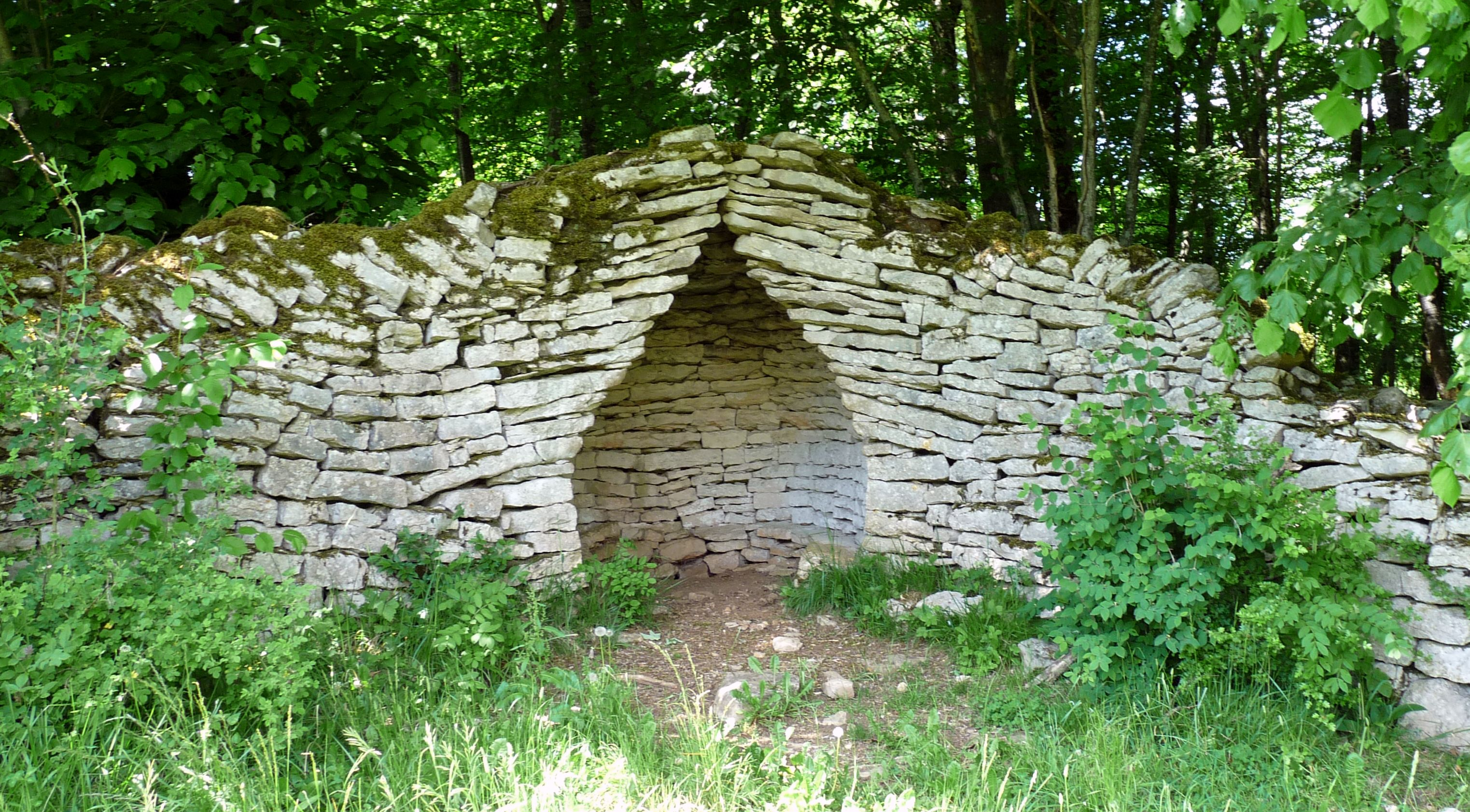
Abri à l'entrée en forme de « goutte d'eau ».
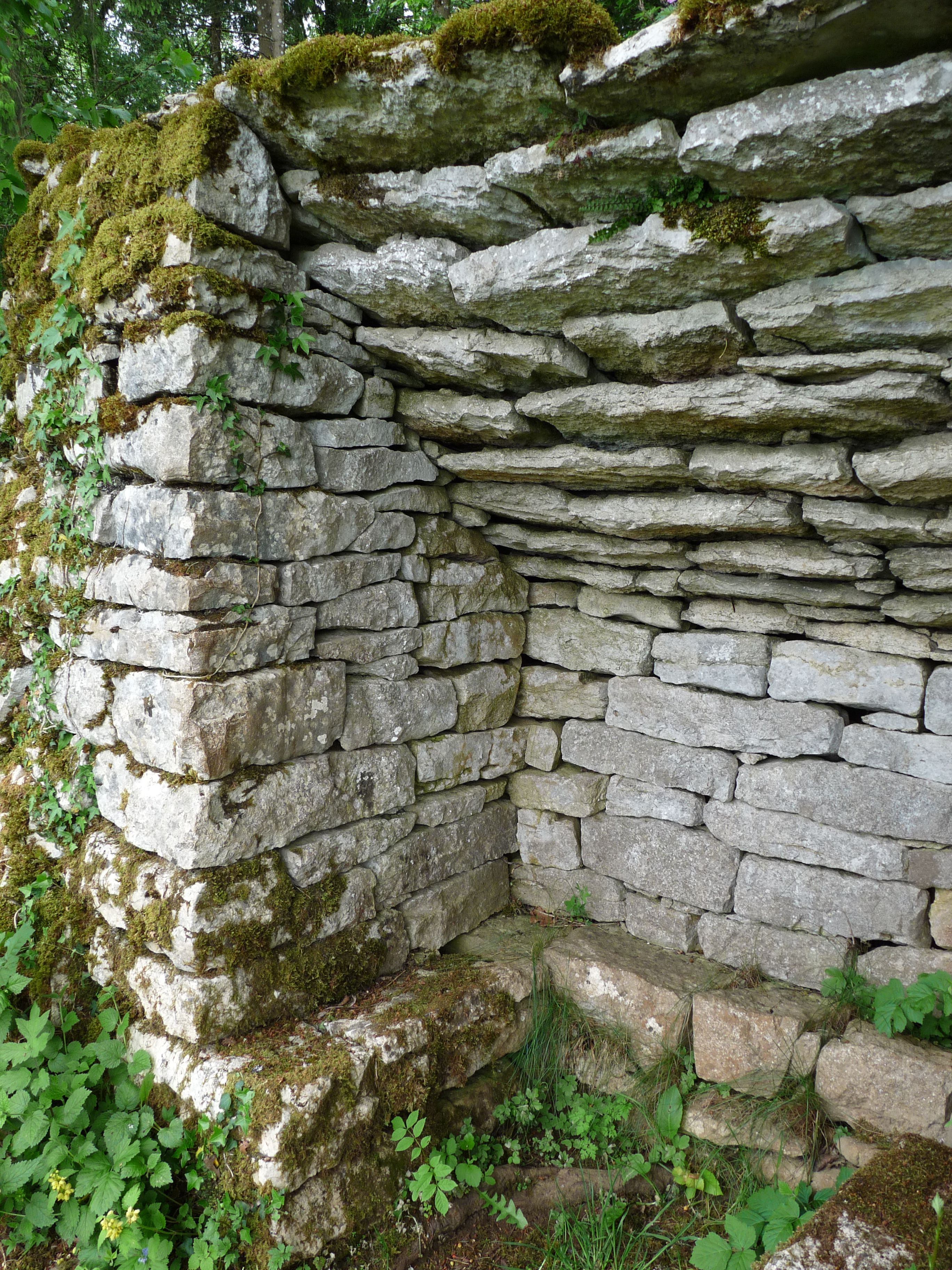
Abri formé par un seul encorbellement.